# Тальони, Филиппо
Фили́ппо Тальо́ни (итал. Filippo Taglioni; 5 ноября 1777, Милан — 11 февраля 1871, Комо, Италия) — танцовщик и педагог, один из крупнейших хореографов эпохи романтизма. 
Представитель знаменитой итальянской балетной династии, старший брат Сальваторе Тальони, отец балерины Марии Тальони и танцовщика и хореографа Поля Тальони.

## Биография
Родился в семье танцовщика, балетмейстера и импресарио Карло Тальони и (предположительно) танцовщицы Марии Петракки.
Дебютировал в Пизе в возрасте 17 лет, после чего танцевал в различных труппах Италии. В 22 года впервые вышел на сцену Парижской Оперы.
В 1802 году был приглашён в Стокгольм, в труппу Королевского балета на должность первого танцовщика и балетмейстера.
9 октября 1803 года Филиппо женился на танцовщице и художнице Софии Эдвиге Карстен, дочери придворного певца Кристофа Кристиана Карстена и певицы, арфистки Софии Стебновской.
С 1805 по 1809 год работал в Придворном театре[уточнить] Вены, где его первой постановкой стал балет «Дансомания» по Пьеру Гарделю, показанный в честь Наполеона. Кроме версий балетов Гарделя и Милона («Игры Париса», «Свадьба Гамаша», «Восточный дивертисмент») ставил и собственные спектакли («Аталанта и Гиппомен», «Церлино и Горано», «Оживлёная картина»). Однако, насколько они были самостоятельны, сказать невозможно.
С 1809 года работал в Касселе при королевском дворе Вестфалии, (сначала первым танцовщиком придворного театра, затем режиссёром и с 1811 года — балетмейстером), где кроме сценических версий балетов работал над постановкой балов и маскарадов, снискав милость Жерома Бонапарта:

Жером Бонапарт, посаженный Наполеоном на трон Вестфалии, стремился подражать роскоши имперского двора. Тальони заслужил его расположение постановкой маскарадов в королевском замке. Распределив участников и сочинив для них танцы, он втайне репетировал с королём его партию, чтобы тот прямо на балу включался в толпу замаскированных гостей.— В. М. Красовская. Западноевропейский балетный театр. Очерки истории: Романтизм.
Здесь он поставил пышные балеты-дивертисменты на восточные темы: «Индийский праздник», «Вечер в Дели», «Калиф Багдадский».
В 1813 году, незадолго до взятия Касселя русскими войсками и падения королевства, оставил семью и перебрался в Италию, где в короткое время сменил работу в разных балетных труппах: в Милане участвовал в качестве «первого серьёзного танцовщика» в премьере балета Сальваторе Вигано «Прометей», исполнив роль Марса, работал в Турине, затем во Флоренции под руководством Гаэтано Джойя. Театральный сезон 1817 года провёл в Мюнхене, 1818 — в Стокгольме, где поставил три балета. С декабря по январь 1819 года гастролировал в Берлине, пока наконец не получил должность первого танцовщика в венском Кернтнертор-театр. В 1821 году, заняв должность балетмейстера этого театра, выписал в Вену своё семейство, которое все эти годы жило в Париже.
С этого момента он серьёзно занялся обучением своей дочери Марии.
Он был неудовлетворен ее творческими способностями и начал сам обучать ее и репетировать с ней. Его занятия длились шесть часов в день в течение шести месяцев, в которых он использовал уровневый метод обучения танцевальной технике. Он был очень строг с дочерью и не обращал внимания на то, что у нее в течение этих изнурительных занятий болели и кровоточили пальцы. Он стремился сделать стиль танца легким и нежным, с акцентом на прыжки с баллоном и работу с пуантами, что было неслыханно до этого времени. Когда обучение было завершено, отец вернулся обратно в Париж и взял с собой Марию.
После профессионального дебюта Марии она стала настолько популярной, что Филиппо удалось договориться о шестилетнем контракте для них обоих. Триумфальная премьера балета «Сильфида» 12 марта 1832 года сделала Марию самой известной прима-балериной романтического периода, а его - самым известным хореографом. В тот вечер начался великий романтический период танца. Благодаря такому огромному успеху оба они много совместно путешествовали и гастролировали по Европе и в России.
С возрастом он стал эксцентричным и непредсказуемым и в конце концов потерял всё тщательно накопленное Марией состояние в неразумных спекуляциях. Несмотря на всё это, он по праву должен быть признан пионером в балетном стиле, навсегда изменившим саму природу искусства.
Филиппо Тальони умер в городе Комо, Италия, 5 февраля 1871 года в возрасте 93 лет.

## Постановки

#### Парижская опера
- 12 марта 1832 — «Сильфида» на музыку Шнейцхоффера
- 7 ноября 1832 — «Натали» на музыку Гировеца и Карафа ди Колобрано (перенос спекткля)
- 4 декабря 1833 — «Бунт в серале» на музыку Лабарра
- 8 апреля 1835 — «Брезилья, или Племя женщин» на музыку фон Галленберга
- 21 сентября 1836 — «Дева Дуная» на музыку Адана

#### Большой театр, Санкт-Петербург
- 1841 — «Дая, или Португальцы в Индии» на музыку Келлера
- 30 января 1841 — «Аглая, воспитанница Амура» на музыку Келлера
- 26 февраля (января?) 1841 — «Герта, или Царица эльфрид» на музыку Келлера

## Наследие
В 1971 году балетмейстер Пьер Лакотт, опираясь на различные исторические документы и в расчёте на дарование своей жены, балерины Гилен Тесмар, осуществил собственную постановку «Сильфиды» по мотивам балета Филиппо Тальони. Запись балета была показана по телевидению 1 января 1972 года, после чего руководство Парижской Оперы приняло решение включить спектакль в репертуар театра. Премьера состоялась 9 июня, главную партию исполнила Гилен Тесмар, приглашённая в труппу на положение солистки.